# Kósa László (labdarúgó)
Kósa László (Budapest, 1961. december 2. – Budapest, 2008. október 26.)  labdarúgó, hátvéd.

## Pályafutása
A BVSC nevelése. 1980-ban mutatkozott be a felnőtt csapatban. 1983 nyarán igazolt a Váchoz. Itt 1988-ig szerepelt. Az 1988–89-es idény félidejében igazolt Újpestre, ahol hamarosan meghatározó játékos lett. Tagja volt az 1989–90-es bajnokcsapatnak. 1991-től 1992-ig a svájci FC Monthey játékosa volt. 1992 és 1993 között a BVSC csapatában szerepelt. Összesen 126 bajnoki lépett pályára és 9 gólt szerzett. 1994-ben a III. kerületi TVE játékosa volt.
Hosszú súlyos betegség után hunyt el.

## Sikerei, díjai
- Magyar bajnokság
  - bajnok: 1989–90